# Quint Fabi Vibulà (cònsol 467 aC)
Quint Fabi Vibulà (en llatí Quintus Fabius M. F. K. N. Vibulanus) fill de Marc Fabi Vibulà I, va ser un magistrat romà, elegit tres vegades cònsol i també membre de la comissió de decemvirs que va elaborar les Lleis de les dotze taules. Finalment es va haver d'exiliar per haver donat suport a les tiranies del seu col·lega en el consolat. Formava part de la gens Fàbia i era de la família dels Vibulà.

## Antecedents familiars
Segons la llegenda no va estar a la batalla del Cremera (479 aC a 477 aC) a causa de la seva joventut, una lluita defensada només per membres de la seva família i sense el suport del senat. Per tant, va ser l'únic Fabi que es va salvar de la massacre.

## Primer consolat
Va ser cònsol l'any 467 aC amb Tiberi Emili Mamerc i va donar suport als patricis contra els tribuns de la plebs. Va proposar l'establiment d'una colònia romana a Antium conquerida pels romans el 468 aC com a mesura de compromís amb els plebeus. Després va atacar als eques, que van demanar la pau i els va ser concedida. Però la pau es va trencar al cap de poc i Fabi va fer incursions a territori llatí.

## Segon consolat
El 465 aC va ser elegit cònsol per segona vegada amb Tit Quint Capitolí Barbat. El senat el va nomenar per dirigir la guerra contra els eques que encara continuava des del seu primer consolat. Els ambaixadors enviats als eques van ser tractats sense contemplacions i els dos cònsols van atacar l'enemic. Els eques es van retirar al mont Àlgid, que era al seu territori (segons Titus Livi, però Dionís d'Halicarnàs diu que la batalla no va ser decisiva, cosa més d'acord amb la narració posterior de Livi en la qual diu que els eques van fer incursions a territori romà, atacs que van ser venjats per Fabi amb una devastació de les terres dels eques).

## Prefecte urbà
El 462 aC va sernomenat prefecte de la ciutat mentre els dos cònsols eren absents en una campanya contra els volscs. El tribú Gai Terentil Arsa va aprofitar l'absència dels cònsols per presentar una rogatio, la Lex Terentilia, per la qual s'anomenaven cinc comissionats que havien d'establir lleis per limitar el poder dels cònsols. Fabi va parlar davant el senat romà contra aquesta proposta i contra el seu autor amb molta vehemència i finalment Arsa va retirar la proposta.

## Tercer consolat
L'any 459 aC va ser cònsol per tercera vegada amb Luci Corneli Cos Maluginense. Va derrotar en aquest any als volscs, que assetjaven Antium, i als eques, que havien conquerit Tusculum. Per aquestes victòries va celebrar un triomf al seu retorn a Roma. A l'any següent (458 aC) els dos cònsols de l'any van atacar als sabins i als eques. Mentre Fabi va restar a Roma amb el comandament d'un terç de l'exèrcit per a la protecció de la ciutat (segons Dionís, però Livi només diu que va ser un dels tres ambaixadors enviats aquell any a Cloeli Grac, el líder dels eques).

## Segona prefectura
Els eques van trencar els acords de pau i es van presentar prop de Roma atacant pel camí tot el que trobaven. Els dos cònsols van anar a impedir el seu avanç, però es van trobar envoltats pels enemics. Llavors el senat va decidir nomenar dictador temporalment a Cincinat i mentre ell resolia el problema i els dos cònsols estaven fora van nomenar Quint Fabi prefecte urbà. Això només va durar quinze dies.

## Segon decemvirat romà
El 450 aC va ser membre del segon decemvirat, comissió creada només per elaborar les Lleis de les dotze taules, i en finalitzar l'any va seguir en el càrrec il·legalment, com la resta dels decemvirs. Appi Claudi Cras Regil·lense Sabí i Fabi van ser els principals dirigents del segon decemvirat. Fabi va donar suport al seu col·lega en tots els actes de tirania dels quals el decemvirat n'era culpable. Quan va esclatar la guerra contra eques i els sabins, Fabi va ser nomenat comandant amb dos col·legues, mentre Appi va romandre a la ciutat.
A l'abolició del decemvirat (449 aC) i la mort d'Appi Claudi i Oppi, Fabi va compartir la sort d'altres col·legues, va haver d'anar a l'exili i les seves propietats van ser confiscades.
Es pensa que estava casat amb la filla de Numeri Otacili de Malaventum, dona molt rica que s'havia casat amb ell amb la condició que el primer fill havia de rebre el nom del seu avi matern, i així Numeri es va convertir en un nom a la gens Fàbia. No obstant se sap que el fill gran en realitat es va dir Marc i va ser el segon el qui es va dir Numeri i s'ha suposat que el gran havia de ser fill d'un altre matrimoni o que hi va haver un Numeri anterior que va morir jove, quan ja havia nascut Marc.